# Móricz Zsigmond Színház
A Móricz Zsigmond Színház Nyíregyháza 1980 óta állandó társulattal rendelkező színháza. Épülete 1894-ben épült a helyi színházszerető közönség kezdeményezésére.

## Története
Nyíregyházán kezdetben a 19. század jellegzetes épülettípusában, nyári színkörökben tartottak előadásokat. 1869. november 16-án a város tanácsa elhatározta, hogy előbb-utóbb állandó magyar színházat létesít. Nyíregyháza első „állandó színháza” 1873-ban épült: a Hárs vendéglőhöz tartozott és egy egyszerű, szellős nyári deszka-aréna volt, amiben két évtizeden át játszottak, mindaddig, míg az új színház fölépült. A várost 1880 októberétől sorolták a színikerületi rendszerbe. A Színházépítő részvénytársaság 1893. április 9-én alakult meg a városháza nagytermében, a város támogatásával és a Nyíregyházi Takarékpénztár fedezetével.
Az Alpár Ignác tervezte színházépület 1894. február 6-án nyílt meg. A kezdeményező Somogyi Gyula, a város első közjegyzője volt, aki az ékszerész Kubassy Gusztávval közösen birtokolt telkét ajánlotta fel az épület helyéül. A telek a korabeli leírás szerint „a vasúti út és a szent-mihályi utcza között elterülő szénatér nyugati oldalán a Pacsirta vendéglő és a csendőrlaktanyául szolgáló épület kőzött áll”. A színházépítő részvénytársaság anyagi helyzete hamar válságossá vált, ám három évig kellett várni, míg kiírták árverésre a tulajdonjogot, melyet a város vett át 25 000 forintért.
Az épület 1898. október 2-ától lett városi színház, Komjáthy János igazgatásában, aki ezáltal 3 évre ingyen kapta meg a színházat. Ettől kezdve már több éves szakaszokban váltották egymást az igazgatók, majd az első világháború idején és azt követően jó darabig megszűnt a folytonosság. Ebben az időben Patek Béla, Kiss Árpád – akit az 1912-ben újjáalakult színkerület is kinevezett – és Heltai Hugó társulatai szerepeltek nagy népszerűséggel. 1925–1930 között Gulyás Menyhért és Alapi Nándor Országos Kamaraszínháza látogatta a színházat. 1939-ig csak néhány napos vendégjátékok, köztük a Vígszínház és a pesti Városi Színház egy-egy produkciója tűntek ki. 1939-től a második világháború befejezéséig a cseretársulati rendszer keretében vitéz Tolnay Andor, Szalay Károly, végül pedig Földessy Géza együtteseit láthatta a közönség. Ezután a debreceni színikerülethez sorolva 1946-ig Beleznay István kapta meg a nyíregyházi színház igazgatását. 1946-tól a belügyminisztérium döntésére 8 hónapig moziként üzemelt és csupán négy hónapon át színházként. Az államosítást követően előbb az 1949–1950-es évadtól még a debreceni társulat folytatta a játszást, majd 1952-től az Állami Faluszínház nyújtott rendszeres színházi élményt.
1955-től 1960-ig 16 millió forintos költséggel teljesen felújították az épületet. A befogadóképességét 450-ről 508-ra növelték. Egy-egy színházi szezon a kezdetektől fogva csupán néhány hetet vagy hónapot tartott.

### Móricz Zsigmond Színház
Bár 1958-ban még Krúdy Gyuláról akarták elnevezni, de a felújításokat nem sikerült befejezni születésének 80. évfordulójára, így végül a színház az 1960-as újranyitása óta Móricz Zsigmond nevét viseli.
Erkel Ferenc Bánk bánjával, 1960. március 25-én gördült fel a függöny a felújított színházban. Új igazgatója a József Attila Művelődési Ház vezetője lett. Ezután két évtizeden át az Állami Déryné Színház művészei és más városok színházai – elsősorban a debreceni – tartották az előadásokat, amik közel fele prózai színház volt, de a komolyzene is hangsúlyt kapott. 1963-tól 1980-ig, az állandó társulat létrejöttéig Pankotay István vezette a színházat. Miközben a vendégtársulatok fogadása és a színház megszerettetése volt a feladat, 1975-ben gyerekszínházat szervezett.

#### Az önálló társulat
1979-ben a megyei vezetés úgy határozott, önálló társulatot hoz létre, ezért az 1950-es után 1980-ban egy újabb nagyszabású átalakításra, bővítésre került sor, hogy a színház folyamatosan ki tudjon szolgálni egy társulatot. 1980 nyarán kinevezték az igazgatót, Bozóky Istvánt, aki mellett 1980–1982 között Fehér György volt a színház művészeti vezetője és rendezője. 1981-ben harminchárom művésszel kötöttek egy évre szóló szerződést és augusztusban megnyílt a közönségiroda is. 1981. október 17-én nyitották meg az intézmény kapuit, Vörösmarty Mihály Csongor és Tünde című művével. Ebben az időszakban épült meg a színészház és 1984 őszére a – csak 2 évvel később elnevezett – Krúdy stúdiószínpadnak alkalmas épületrész.
1984–1990 között, Léner Péter igazgató–főrendező igazgatása idejét eredeti hangvételű, kísérletező színházi előadások jellemezték. Olyan rendezőkkel dolgozott, mint Mensáros László, Gaál Erzsébet vagy Ivo Krobot. Wisinger István színház- és politikatörténeti eseményként említi, amikor 1988 októberében Léner Péter – saját rendezésében – műsorra tűzte Éljen a színház új címmel Páskándi Géza Az ötszáz sírásó, avagy a jutalomjáték bohózatát. 1988-ban és 1989-ben a Móricz Zsigmond Színház KISZ Szervezetének lapja is megjelent Kulissza címmel.
1990-ben Csikos Sándor lett a színház igazgatója, aki 1984 óta volt tagja; művészeti vezetője Schlanger András volt. Az intézmény rendszerváltás utáni megváltozott küldetésének megfogalmazása volt a legfontosabb a számára. „A színház teljes arcával a valóság felé fordulhat”, fogalmazott Csikos Sándor megválasztása után. 1993-ban, majd 1996-ban is Verebes István nyerte el az igazgatói pályázatot (műszaki és gazdasági kérdésekben társigazgatója Tóth János volt). Sikeres és merész előadások is jellemezték igazgatását, számos fesztiválra jutott el a társulat és új gondolkodást hozott a színház életébe. 1999-ben már nem pályázott újra. Ekkor Tasnádi Csaba került a színház élére 2015 júliusáig, amikor a megyeszékhely önkormányzati közgyűlésén már nem választották újra.
2000–2001-ben újabb rekonstrukcióra került sor. Az ennek zárásaként tartott nyitóünnepségről Tasnádi Csaba igazgató és Szabó Tamás művészeti tanácsadó úgy gondolta az egész városnak ünnepelnie kell, így utcazenészekkel, bábosokkal, gólyalábasokkal népesítették be a belvárost. A kedvező visszhang miatt a város vezetése a folytatás mellett döntött: 2002-re megszületett a VIDOR Fesztivál (a VIdámság és Derű ORszágos seregszemléje).
2010. május 1-vel a színház nonprofit gazdasági társasággá alakult, a Móricz Zsigmond Színház Nonprofit Kft. cégvezetője Kirják Róbert lett, aki már a 2002-ben megtartott első VIDOR Fesztivál óta a színháznál, majd a színház vezetésében dolgozott. 2012-vel a fenntartói jogkör a törvényi rendelkezések megváltozásával Szabolcs-Szatmár-Bereg megye önkormányzatától a megyeszékhelyéhez került.
2015. július elsejétől bár öt évre Schlanger András kapott megbízást, 2016 februárjában Nyíregyháza polgármestere az ügyvezetői feladatokkal Kirják Róbertet bízta meg előbb átmeneti időszakra, művészeti tanácsadója Sediánszky Nóra lett, majd 2017-től sikeresen pályázott, így ekkortól 2022. február 10-éig vezetheti a színházat, Göttinger Pál főrendezővel kiegészítve a társulatot, aki 2019-től művészeti tanácsadó lett, Horváth Illés pedig művészeti vezetőként kezdett dolgozni az intézményben. 2021-ben a Nemzeti Filmintézet színházak és filmesek együttműködésére kiírt pályázatának keretében egy – a Nyíregyházi Állatparkban játszódó fordulatos nyomozásról készült – eredeti forgatókönyvön alapuló, misztikus thriller Odegnál Róbert és Horváth Illés rendezésében valósul meg. A Blue Duck Arts és a Móricz Zsigmond Színház közös produkciójában készülő Lélekpark című film szereplőgárdája teljes egészében a színház társulatából állt össze.
A Móricz Zsigmond Színház színházi adattárban regisztrált bemutatóinak száma 2017. augusztus 25-én mint színház: 385, mint társulat: 400 (nyíregyházi előadás a színház helye szerint: 412, a társulat helye szerint: 415). Ugyanitt előadásfotók is megtekinthetők, társulatként: 101, színházként: 95.

## Az épület
Az egyszintes, három nyílástengely tagolt középrizalitos és hét nyílásosztással tagolt főhomlokzatú épületet Alpár Ignác ingyenesen e célra bocsátott tervei alapján két helyi építési vállalkozó, Vojtovics Bertalan és Barzó Mihály kezdte el építeni a Somogyi Gyula nyíregyházi királyi közjegyző vezényletével alapított színházépítő részvénytársaság és a közakarat égisze alatt.
Az épület egész belső berendezése fából készült. A földszinten 150 ülőhellyel, továbbá tizenkét földszinti és tíz emeleti páhollyal, erkéllyel és karzattal. Bár eredetileg összesen 610 személy befogadására tervezték a nézőteret, kényelmesen csak 450 főre volt alkalmas. 1905-ben a villanyvilágítást is bevezették és a megszüntetett állóhelyek helyére két újabb páholyt építettek. Nagyobb felújítást 1923-ban végeztek először az épületben.
Az egykori Széna piacon álló kőépület 1955-től teljesen felújították. Csak a színpadi nyílás körüli négy fal maradt meg a régiekből, míg az épület minden irányban kitágult. A munkálatokat 1960-ban fejezték be.
Az 1980–1981-es felújításkor üzemházat is hozzáépítettek Siklós Mária tervei alapján. Már a színház működése közben új próba- és kamaratermet, díszlet- és kelléktárakat, műhelyeket, öltözőket és irodákat alakítottak ki a színház melletti új szárnyban. A stúdiószínpad 1984-ben nyílt meg és 1986-ban kapta a Krúdy Színpad nevet.
2000–2001-ben a megyei önkormányzat megrendelésére újabb rekonstrukcióra került sor. A 5352 m2 alapterületen 343 férőhely került kialakításra a hang-, fény-, és színháztechnikai berendezések felújítása mellett, illetve a transzformátorház helyén pedig parkoló létesült.
A színháztér lineárisan konfrontált, axiális típusba sorolható. A földszinti nézőtér sorai ívesek, enyhe legyezőformát képeznek, az első emeleten pedig egy erkély található 4 széksorral.

## Igazgatói

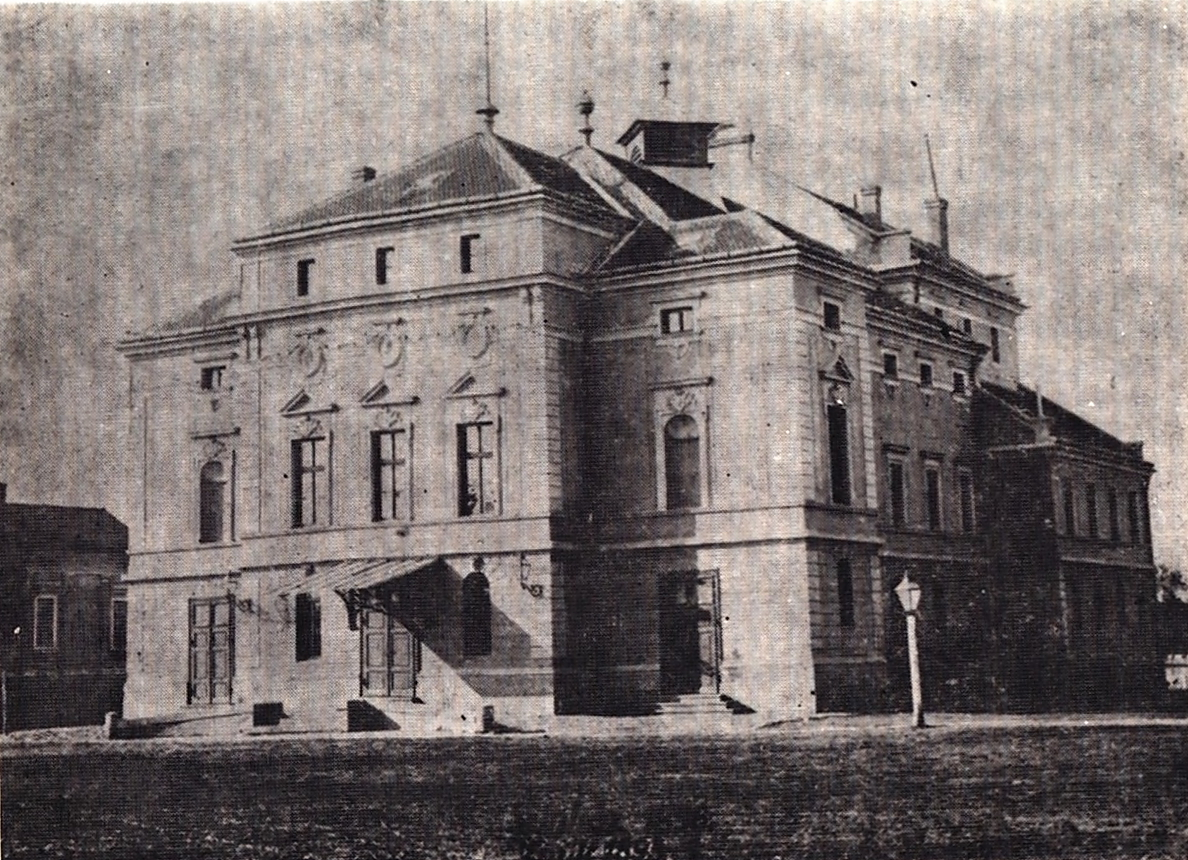
A színház épülete 1896-ban

A Színházépítő részvénytársaság kezelése alatt
- Dobó Sándor (1894. február 6. – március 29.)
- Tiszay Dezső (1894. április 30. – május 24.) sikeres előadások
- Szalkay Lajos (1894. október 21. – december 2.)
- Tiszay Dezső (1895. május 1. – június 20.) sikeres előadások
- Bokody Antal (1895. december 11. – 1896. február 6.)
- Csóka Sándor (1986 nyara) Jászai Mari vendégszereplése
- Ágh Aladár és Beránek Mihály (1896. november 11. – 1897. január 21.) a helyi író Kálnay László Deli Mara c.-ű művének premierje
- Komjáthy János (1897. május – június 3., szeptember 22. – október 1.)
- Tiszay Dezső (1898. május 28. – június 19.)
- Halmay Imre (1898 ősze)

A nyíregyházi városi színház idejében
- Komjáthy János (1899–1902)
- Makó Lajos (1902–1905)
- Zilahy Gyula (1906–1913) – ekkor hol naponta, hol hetente Színházi Újság is megjelent

Az első világháború idején megszűnt a folytonosság.
- Patek Béla (1915–1917)
- Kiss Árpád (1917–1919)
- Bethlen-Bruckner László (1920–1921)
- Neményi Lipót László (1921 ősze)
- Heltai Hugó[38] (1922–1925)
- Gulyás Menyhért (1925–1931) Alapi Nándor társulata minden évben visszatért
- Sebestyén Mihály (1932[39]–1939[40])
- cseretársulati rendszer 1939–1945

1939–40. színiévadra Tolnay Andor
1940–41. színiévadra Szalay Károly
1941–44. színiévadra Földessy Géza
- debreceni színikerület (1946-tól moziként is üzemel)

1945. január – 1947. június Beleznay István
1947. decemberig Kőszegi Géza
1948–1949. Sereghy Andor
1949. Solti Bertalan
Az 1949–1950-es évadtól az államosított debreceni társulat (Horváth Jenő igazgatásával), 1952-től az Állami Faluszínház játszott itt. 1955–1960 között teljesen felújították az épületet.
Móricz Zsigmond Színház
- Kóródi László (1960[7]–1963)
- Pankotay István (1963-1981)[9]

Az állandó társulat megalakulásától:
- Bozóky István (1980–1984)
- Léner Péter (1984–1990)
- Csikos Sándor (1990–1993)
- Verebes István (1993–1998)
- Tasnádi Csaba (1999–2015)
- Schlanger András (2015–2016)
- Kirják Róbert (2016–)

## Az állandó társulat alapító tagjai (színészek)
- Almásy Albert Éva
- Balog Judit
- Bárány Frigyes
- Barbinek Péter
- Barsy Géza
- Beratin Gábor
- Berki Antal
- Csorba Ilona
- Fábián József
- Fekete Györgyi
- Györgyfalvay Péter
- Hartmann Teréz
- Holl István
- Horineczky Erika
- Horváth István
- Ittes József
- Jancsó Sarolta
- Katona Zoltán
- Kiss T. István
- Kovács Gyula
- Lakatos István
- Lengyel István
- Máthé Eta
- Muszte Anna
- Palotai István
- Petényi Ilona
- Polyák Zsuzsa
- Stettner Ottó
- Szabó Tünde
- Szeli Ildikó
- Szigeti András
- Szűcs Sándor
- Tallós Rita
- ifj. Tatár Endre
- Timár Zoltán
- Varsa Mátyás
- Vennes Emmy
- Sinkovits-Vitay András
- Závory Andrea

## Társulat (2025/2026)
A színház vezetése
- Igazgató: Kirják Róbert
- Gazdasági igazgató: Darainé Peti Judit
- Művészeti vezető: Horváth Illés[48][49]
- Művészeti tanácsadó: Rák Zoltán
- Művészeti tanácsadó: Sediánszky Nóra[50]
- Művészeti titkár: Tanyik Zsófia
- Műszaki vezető: Ács Péter

Társulati tagok (színészek)
- Dézsi Darinka
- Fridrik Noémi
- Gulácsi Tamás
- Gulyás Attila
- Gyuris Tibor
- Horváth László Attila
- Horváth Margit
- Horváth Viktor
- Illyés Ákos
- István István
- Jenei Judit
- Kerék Benjámin
- Kiss Eszter Júlia
- Kosik Anita
- Kuthy Patrícia
- Nagy Márk
- Pregitzer Fruzsina
- Rák Zoltán
- Szabó Márta
- Szabó Nikolett
- Széles Zita
- Tar Dániel
- Tóth Károly
- Tóth Zolka
- Törő Gergely Zsolt
- Urmai Gábor

## A színház által kiadott díjak, elismerések
Móricz-díj
A Móricz-gyűrű, illetve a 2015 óta helyébe lépő Móricz-díj a társulat tagjai által minden évad végén megszavazott elismerés, az adott évadban nyújtott kiemelkedő teljesítményekért. 1986 óta a társulat művészei és művészeti dolgozói kaphatják.
Arany ceruza díj
2013 óta kiosztott elismerés
- 2013. Agyagási Edit, titkárnő
- 2014. Dankó István, művészeti titkár
- 2015. Kovács Katalin, súgó
- 2016. Biriné Elek Éva, dekoratőr[54]
- 2017. Darainé Peti Judit, gazdasági igazgató[55]

Arany kalapács díj
Minden évad végén, 1993 óta kiosztott elismerés, amelyet a társulat valamelyik műszaki dolgozója kaphat a szezonban nyújtott kiemelkedő munkájáért.
- 1993. Hauzer József, hangtár vezető
- 1994. Áts Zoltán, világosítótár vezető
- 1995. Lipők Antal, férfi szabó
- 1996. Boldizsár Zsolt, színpadmester
- 1997. Görey János, festőtár-vezető
- 1998. Patláné Simon Ágnes, öltöztető
- 1999. Andrásdi Tibor, kellékes
- 2000. Szántó Sándor, gondnok
- 2001. Ágoston Ferencné, hivatalsegéd
- 2002. Lácz Lászlóné, főpénztáros
- 2003. Nadzon György, gépkocsivezető
- 2004. Simonné Nociár Éva, fodrásztár vezető
- 2005. Iglai Józsefné, jegyiroda vezető
- 2006. Lakatos Lajos, jelmezfelelős
- 2007. Joó Bertalanné, férfi szabótár vezető
- 2008. Szatmári Árpád, kárpitos tárvezető
- 2009. Engi Gábor, világosító
- 2010. Roma Mária, női szabótár vezető
- 2012. Lengyel János, ügyelő
- 2011. Kováts István, ügyelő
- 2013. Balogh Zoltán, világosító
- 2014. Kemény Csabáné, öltöztető
- 2015. Szatmári Károly, anyagraktáros, gondnok
- 2016. Pápai László, gépjárművezető[54]
- 2017. Kaposvári Károly, világosító[55]

Lipót-díj
Az évad végén rendkívüli teljesítményért adományozható.
korábban nincs adat (továbbiakban na.)
- 2002. Honti György[57]
- 2003. na.
- 2004. na.
- 2005. na.
- 2006. na.
- 2007. na.
- 2008. Illyés Ákos színész és Fehér Csaba hangtechnikus[58]
- 2009. na.
- 2010. na.
- 2011. na.
- 2012 Horváth Réka[59]
- 2013. Dankó István[60]
- 2014. Horváth Réka[61]
- 2015. Nyomtató Enikő[52]
- 2016. Horváth Margit színésznő és Kazár Pál zenei vezető[54]
- 2017. –[55]

Ostar-díj
Verebes István által kitalált, 1996–1997-ben 11 kategóriában, az évadzáró gálaesten kiosztott szakmai díjak.

### Örökös tagok
A Móricz Zsigmond Színház társulatának örökös tagjai abc-sorrendben (a tagság megkapásának éve, ahol tudható):
- Bárány Frigyes
- Bozóky István
- Csikos Sándor (2013[65])
- Csorba Ilona
- Gerbár Tibor
- Hetey László
- Holl István
- Kerekes László
- Koblicska Kálmán (2014[61])
- Kocsis Antal
- Kocsis Gyöngyvér, művészeti főtitkár
- Léner Péter
- Máthé Eta (2003[66])
- Mensáros László (1989[67])
- Pankotay István
- Simor Ottó
- Szabó Tünde
- Szigeti András
- Tasnádi Csaba (2016[54])
- Verebes István

## Díjai, elismerései
- 1986–1987 – az évad társulata[68]
- 2003 – a legjobb társulat – a Baranya megyei önkormányzat díja, III. POSzT[69]
- 2009 – emlékplakett, a Szabolcs-Szatmár-Bereg Megyei Közgyűlés elnökétől[70]